# Liste der Monuments historiques in Lagery
Die Liste der Monuments historiques in Lagery führt die Monuments historiques in der französischen Gemeinde Lagery auf.

## Liste der Immobilien
| Bezeichnung       | Beschreibung            | Standort                | Kennzeichnung | Schutzstatus | Datum | Bild           |
| ----------------- | ----------------------- | ----------------------- | ------------- | ------------ | ----- | -------------- |
| Kirche St-Martin  | aus dem 12. Jahrhundert | Rue de l’Église (Lage)  | PA00078728    | Classé       | 1920  | weitere Bilder |
| Markthalle        | aus dem 17. Jahrhundert | Place des Halles (Lage) | PA00078729    | Classé       | 1922  | weitere Bilder |
| Château de Lagery | ab dem 13. Jahrhundert  | Rue du Château (Lage)   | PA00078927    | Inscrit      | 1992  | weitere Bilder |

## Liste der Objekte
| Bezeichnung                            | Beschreibung                                                                           | Standort                       | Kennzeichnung | Schutzstatus | Datum | Bild |
| -------------------------------------- | -------------------------------------------------------------------------------------- | ------------------------------ | ------------- | ------------ | ----- | ---- |
| Kanzel                                 | Holz, Anfang des 17. Jahrhunderts                                                      | in der Lirche St-Martin (Lage) | PM51000505    | Classé       | 1915  |      |
| Kommuniontisch                         | Gusseisen, Holz, 19. Jahrhundert                                                       | in der Lirche St-Martin (Lage) | PM51002996    | Inscrit      | 1980  |      |
| Skulptur Heiliger Martin               | Stein, farbig gefasst, bezeichnet 1677                                                 | in der Lirche St-Martin (Lage) | PM51002995    | Inscrit      | 1980  |      |
| Triumphbogen und -kreuz                | Schmiedeeisen, Holz, farbig gefasst, bezeichnet 1783                                   | in der Lirche St-Martin (Lage) | PM51002993    | Inscrit      | 1980  |      |
| Grabstein für einen Seigneur de Lagery | Stein, 14. Jahrhundert                                                                 | in der Lirche St-Martin (Lage) | PM51000504    | Classé       | 1915  |      |
| Skulptur Heiliger Sebastian            | Gips, farbig gefasst, 19. Jahrhundert                                                  | in der Lirche St-Martin (Lage) | PM51002994    | Inscrit      | 1980  |      |
| Marienaltar                            | in der Marienkapelle; Altartisch und Tabernakel; Holz, farbig gefasst, 18. Jahrhundert | in der Lirche St-Martin (Lage) | PM51002997    | Classé       | 1980  |      |